# والاس و گرومیت: انتقام پرندگان
والاس و گرومیت: انتقام پرندگان (انگلیسی: Wallace & Gromit: Vengeance Most Fowl) یک پویانمایی استاپ‌موشن بریتانیایی محصول ۲۰۲۴ در ژانر کمدی است که توسط آردمن انیمیشن به کارگردانی نیک پارک و مرلین کراسینگهام ساخته شده و شخصیت‌های نیک پارک از مجموعه والاس و گرومیت را به نمایش می‌گذارد. به‌طور کلی این ششمین فیلم والاس و گرومیت و دومین فیلم بلند پس از والاس و گرومیت: نفرین موجود خرگوش‌نما (۲۰۰۵) است که دنباله‌ای کامل بر شلوار اشتباهی (۱۹۹۳) محسوب می‌شود.
این فیلم برای نخستین بار در ۲۷ اکتبر ۲۰۲۴ در انستیتوی فیلم آمریکا به نمایش درآمد و در ۲۵ دسامبر ۲۰۲۴ در بریتانیا از طریق بی‌بی‌سی وان و بی‌بی‌سی آی‌پلیز پخش شد و در ۳ ژانویهٔ ۲۰۲۵ به‌شکل بین‌المللی از طریق نتفلیکس در دسترس است. این فیلم با تحسین همگانی منتقدان روبه‌رو شد.